# Joan Baptista Pellicer i Cardona
Joan Baptista Pellicer i Cardona (* 23. Januar 1862 in Maó (Menorca); † 29. Januar 1930 in Barcelona) war ein katalanischer klassischer Pianist und Musikpädagoge. Als direkter Schüler von Joan Baptista Pujol i Riu war Pellicer einer der klassischen Vertreter der Katalanischen Pianistenschule.

## Leben und Werk
Joan Baptista Pellicer wurde in Maó auf Menorca geboren. Als er fünf Jahre alt war, ließ sich seine Familie in Barcelona nieder. Er gelangte über den Knabenchor der Kirche Sant Jaume in Barcelona unter der Leitung von Nicolau Manent zur Musik. Ersten Klavierunterricht erhielt er bei Pfarrer Francesc Cardona, seinem Onkel und Organisten in der Pfarrei Sant Vicenç de Paula in Barcelona. Mit 14 Jahren begann er ein Studium an der Acadèmia Pujol. 1879 gewann er dort siebzehnjährig den ersten Preis in einem Jugendmusikwettbewerb. Er schrieb sich im Konservatorium von Paris ein und war dort Schüler von Georges Mathias.
Nach seiner Rückkehr nach Barcelona gründete er 1894 das Quartet Pellicer. Mitglieder dieses Quartetts waren neben ihm als Pianisten Domènec Sànchez (Violine), Rafael Gálvez (Viola) und José de Castro (Violoncello). Dieses Ensemble trat bis 1902 öffentlich auf.
Pellicer nahm an den Konzerten der Associació Musical de Barcelona (1888–1924) teil, wo er abwechselnd mit Bonaventura Dini oder mit Pau Casals auftrat. 1895 interpretierte die Societat Catalana de Concerts zum ersten Mal die Simfonia sobre un cant muntanyenc („Sinfonie über einen Gebirgsgesang“) unter der Leitung des Komponisten Vincent d’Indy. Pellicer spielte in diesem Konzert den Klavierpart.
Pellicer verband die musikalische Interpretation mit der Lehre. 1894 wurde er zum Professor für Klavier an der Escola Municipal de Música de Barcelona ernannt. Dort waren unter anderen Amadeu Cuscó, Juli Garreta, Joan Baptista Lambert und Emília Miret sowie Santiago Riera (später Professor am Pariser Konservatorium), Josep Sabater und der Organist Benvingut Socias (später Professor am Conservatori del Liceu) seine Schüler. Eine von Pellicers Schülerinnen, die spätere Akkordeonistin Pepeta Sellés, setzte ihre Klavierstudien nach Pellicers Tod bei dessen Sohn Carles fort.
Joan Baptista Pellicer hatte drei Kinder: Sohn Carles Pellicer i Boulanger (1896–1983), Pianist und Musikpädagoge, Emili Pellicer i Boulanger (?–1957), pharmazeutischer Chemiker und Professor an der Escola Industrial in Barcelona sowie Cécile Pellicer i Boulanger (1905–1992).